# Брестовачка котлина
Брестовачка котлина је мало проширење у композитној долини Јужне Мораве, у југоисточној Србији. Везује се на Печењевачко сужење на југу и Курвинградско сужење на северу. Део је Лесковачке котлине. Обод јој је изграђен од старијих палеозојских стена, а дно јој је прекривено неогеним седиментима. Име је добила по месту Брестовац, које се у њој налази.